# Saint-Thomas-de-Courceriers
Saint-Thomas-de-Courceriers település Franciaországban, Mayenne megyében. Lakosainak száma 162 fő (2022. január 1.). Saint-Thomas-de-Courceriers Courcité, Izé, Saint-Germain-de-Coulamer, Trans és Vimartin-sur-Orthe községekkel határos.

## Népesség
A település népessége az elmúlt években az alábbi módon változott:
| Lakosok száma | 374  | 288  | 249  | 223  | 202  | 192  | 185  | 172  | 169  | 162  |
|               | 1968 | 1982 | 1990 | 2006 | 2013 | 2015 | 2017 | 2019 | 2020 | 2022 |